# 金玉奴
《金玉奴》，原名《鸿鸾禧》，又名《棒打薄情郎》、《豆汁记》，是中国传统戏曲剧目，京剧、评剧、河北梆子、豫剧、川剧、徽剧、滇剧均有此剧。取自明代小说《古今小说》的第二十七卷<金玉奴棒打薄情郎>。

## 剧情
冬日大雪，落魄书生莫稽衣不蔽体食不果腹，在乞丐头领金松家门前晕倒，金松之女金玉奴见其可怜，将其带回家中，让他喝豆汁取暖。莫稽感激金松父女救命之恩，对金玉奴心生爱慕，二人在金松主持下成亲。朝廷开科取士，金松父女一路乞讨陪莫稽进京赶考。莫稽得中进士，授江西德化县知县。做官后的莫稽性情大变，嫌弃金氏父女出身卑贱，恐辱没自己的名声，对岳父口称小名“金二”，金玉奴敢怒不敢言。夜晚，一行人乘船过江上任，金玉奴无法入睡，来到甲板散心，莫稽尾随，借赏景之名将金玉奴推下水，并把金松赶走。江西巡按林润官船路过，救下金玉奴。林润人到中年，膝下无子，便认金玉奴为义女，寻回金松，安排金玉奴和莫稽和好。
1959年后，京剧名角荀慧生对此剧进行大幅度修改，修改了原剧大团圆结局，改为金玉奴表面答应，洞房里命众丫鬟用棍棒责打莫稽。莫稽见到新娘竟是金玉奴，脸色大变。林润夫妇赶来劝和，金玉奴严词拒绝，林润下令将莫稽革职查办。

## 改编作品
- 《金玉奴》，1965年香港电影
- 《金玉奴》，2004年中国大陆电视电影